# Bargeddie
Bargeddie är en by i North Lanarkshire i Skottland. Byn är belägen 57,4 km 
från Edinburgh. Orten har 2 960 invånare (2016).